# Gordon Brown
James Gordon Brown (Glasgow, 1951) polític escocès, exprimer ministre del Regne Unit i exdirigent del Partit Laborista. Havia exercit abans, el càrrec de Ministre d'Hisenda (Chancellor of the Exchequer, en anglès) des del primer govern de Tony Blair el 1997. La seva entrada al Parlament Britànic data del 1983 pel districte de Dunfermline East. Fou elegit líder del Partit Laborista el 24 de juny del 2007 i des del 27 de juny d'aquell mateix any fins a l'11 de maig de 2010 va ser primer ministre.

## Biografia
Va néixer a Glasgow, Escòcia, i cursà els seus estudis primaris a Kirkcaldy High School. Essent jove i arran d'un accident de rugbi perdé força visió d'un ull per un despreniment de retina. El 1967 va iniciar la carrera d'Història a la Universitat d'Edimburg, allà començà la seva carrera política com a president del club laborista. Després de realitzar-hi el seu doctorat. La seva notorietat pública augmentà quan fou, encara com a estudiant, president del tribunal universitari; rector de la dita universitat (fins a 1975) i editor del Red Paper on Scotland.
Brown impartí classes en diverses universitats escoceses abans d'entrar com a periodista per la televisió d'Escòcia fins a 1983. Aquest any començà la seva dedicació exclusiva a la política, i va ser elegit diputat de la Cambra del Comuns del Parlament Britànic.
El 1986 James Maxton publicà una biografia sobre el polític.

### Membre del Parlament i ministre
La vida parlamentària de Brown està marcada pels ascensos dins el laborisme. Entre 1989-1992 va ser el portaveu de l'oposició sobre Comerç i Indústria i entre 1992-1997 sobre Hisenda.
La mort del líder laborista John Smith (1994) obrí la lluita per succeir-lo i semblava que Brown era un candidat ferm a la direcció del partit. Però Brown i Blair pactaren que el segon seria el cap dels laboristes mentre que Brown tindria control total sobre la política econòmica del partit.
La victòria de Tony Blair i els laboristes a les eleccions de 1997 portaren Brown a ocupar la cartera d'Hisenda. La seva política al capdavant d'aquest ministeri es caracteritzà pel millors anys de l'economia britànica dels darrers temps superant obstacles com la crisi de finances asiàtica, l'esclat de la bombolla "punt com" i els atemptats de l'11 de setembre del 2001 als Estats Units. Els principals trets de la seva gestió són una inflació baixa, baixant un 2,5% d'ençà que prengué possessió del càrrec; i els nivells més baixos d'atur des de la dècada de 1970.
Molts autors pensen que la clau d'aquest èxit d'estabilitat és la decisió presa la primavera de 1997 quan s'assegurà la independència del Banc d'Anglaterra. Especialment l'autonomia per establir tipus d'interès sense la intervenció del gabinet. També s'inventà les cinc proves econòmiques per determinar si el Regne Unit estava preparat per adoptar l'euro.
Hom sol considerar que la política fiscal i monetària portada a terme per Brown ha impulsat de manera important l'economia del Regne Unit. Sobretot passant per sobre de problemes com l'excessiu endeutament del consumidors o la possible sobrevaloració del mercat immobiliari.

### Primer ministre
El 9 de maig de 2007 Tony Blair anuncià la seva retirada i postulà el nom de Gordon Brown com a substitut seu al davant del seu partit així com del càrrec de Primer Ministre.
Brown no va poder revalidar el seu càrrec després les eleccions al Parlament del Regne Unit de 2010 i el Partit Conservador de David Cameron fou la força que més escons obtingué, tot i que sense arribar a la majoria absoluta que permet governar en solitari.